# Бомилькар (IV век до н. э.)
Бомилькар (пун. ) — карфагенский полководец и государственный деятель. В 310 году до н. э. был одним из двух военачальников во время битвы при Белом Тунисе, в которой, во многом из-за действий Бомилькара, пунийцы проиграли грекам под командованием Агафокла. После поражения Бомилькар благополучно добрался до Карфагена, где не понёс никакого наказания. В 308 году до н. э. поднял мятеж с целью достижения единоличной власти над Карфагеном. Потерпев поражение, был схвачен и распят на центральной площади города.

## Происхождение
О ранних годах Бомилькара из античных источников неизвестно ничего. Римский историк III века н. э. Юстин пишет, что он был племянником полководца Гамилькара, из чего можно предположить его аристократическое происхождение. Антиковед Декстер Хойос называет Бомилькара последним представителем влиятельной карфагенской семьи Ганнонидов. По мнению Жильбера-Шарля и Колетт Пикар, Бомилькар был племянником полководца Гамилькара и, вероятно, принадлежал к дому Ганнона Великого.

## Битва при Белом Тунисе
В 310 году до н. э. на африканское побережье неподалёку от Карфагена высадилась греческая армия под командованием Агафокла, прибывшая на шестидесяти кораблях из Сиракуз, осаждаемых с суши и с моря карфагенским военачальником Гамилькаром. Греческий военачальник, не имея сил противостоять войскам противника в Сицилии, решил, что живущие в роскоши и не знавшие войн жители Карфагена будут легко разбиты его войском. Совет ста четырёх назначил военачальниками спешно собранной армии Бомилькара и Ганнона. Избрание одновременно двух военачальников было неслучайным — таким способом власти, по их мнению, предотвращали возможный мятеж и захват власти единоличным командующим войсками. К тому же избранные командующие относились друг к другу враждебно, так как принадлежали к соперничавшим семьям. Ганнон и Бомилькар решили не дожидаться подкреплений, а начать в бой с Агафоклом имеющимися силами. Согласно Диодору Сицилийскому, в состав карфагенской армии входили 40 тысяч солдат пехоты, 1000 всадников и 2000 колесниц. Юстин пишет о 30 тысячах местных жителей. Современные антиковеды не считают античные данные об армии карфагенян чрезмерными — один из крупнейших античных городов мог обеспечить армию с таким количеством солдат. Собранное войско Бомилькара и Ганнона почти в три раза превосходило силы Агафокла.
Во время битвы при Белом Тунисе Бомилькар руководил левым флангом. В ходе сражения погиб Ганнон. Гибель одного из военачальников оказала удручающее действие на карфагенян. Бомилькар начал отводить войска на возвышенность. Продолжавшие сражение солдаты правого фланга, которым до гибели руководил Ганнон, восприняли отход Бомилькара как бегство и начали отступление. В ходе неразберихи среди карфагенян началась паника, и войска обратились в бегство. Битва была проиграна. Согласно Диодору Сицилийскому, Бомилькар намеренно проиграл сражение, поскольку полагал, что в случае победы карфагеняне заберут у него командование, а в случае поражения граждане под влиянием опасности передадут ему неограниченную власть.

## Мятеж и казнь
Бомилькар спасся и благополучно достиг Карфагена. Военное поражение было воспринято карфагенянами как кара за забвение, которому они предали старых богов и на вину Бомилькара в этом поражении никто не обратил особого внимания. Самому городу ничего не угрожало. Агафокл не имел достаточных сил, чтобы начать осаду, и тем более рассчитывать на её успех, поэтому он продолжил захват других африканских городов, находившихся под властью Карфагена. О роли Бомилькара в военных действиях 310—308 годов до н. э. ничего не известно. После пленения и убийства осаждавшего Сиракузы Гамилькара летом 309 до н. э. Бомилькар был назначен на его место главнокомандующего со всей полнотой власти над всеми войсками Карфагена.
В 308 году до н. э. Бомилькар решил захватить всю полноту власти в государстве и решился на открытый мятеж. Он направил подальше от города большинство офицеров-аристократов, собрав в пригороде верных себе 500 солдат-карфагенян и 1000 наёмников. Затем, разделив их на пять отрядов, Бомилькар двинулся в центр города, приказав солдатам устранить его политических противников и наиболее знатных сограждан, а также захватить основные государственные здания. В городе начались уличные бои. Сначала карфагеняне решили, что к ним ворвались греки, однако когда стало понятным, что происходит в действительности, молодёжь выступила против Бомилькара и взялась за оружие. Мятежники, которые до этого устроили резню, были вытеснены из центра и окружены. К ним отправили послов из числа старейших граждан. Учитывая общее положение дел, мятежникам клятвенно обещали свободу. Когда же они сложили оружие, Бомилькар был схвачен, невзирая на прежние клятвы. Его пытали, а затем распяли на кресте на главной площади Карфагена. Согласно античным источникам, карфагенский военачальник стойко перенёс выпавшие на него страдания. С креста он проклинал своих мучителей за то, что они казнили Ганнона Великого, сослали Гиско и предали Гамилькара. Также он утверждал, что единственной его целью было заключение мира с греками. Возможно, что он действительно намеревался заключить с ними мир после обретения единоличной власти над Карфагеном. По словам Жильбера-Шарля и Колетт Пикар, с распятием Бомилькара «пуническая монархия, в буквальном смысле слова, умерла на кресте».